# 멧노랑나비
멧노랑나비는 나비목 흰나비과에 속하는 중간 크기의 나비이다. 수컷은 노란색, 암컷은 연두색이다.

## 사진

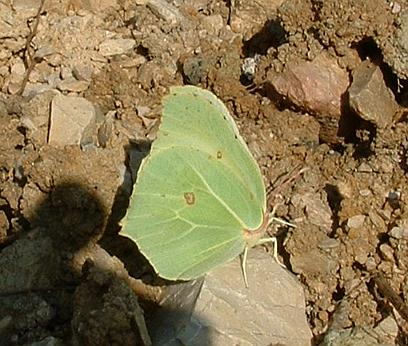
암컷.
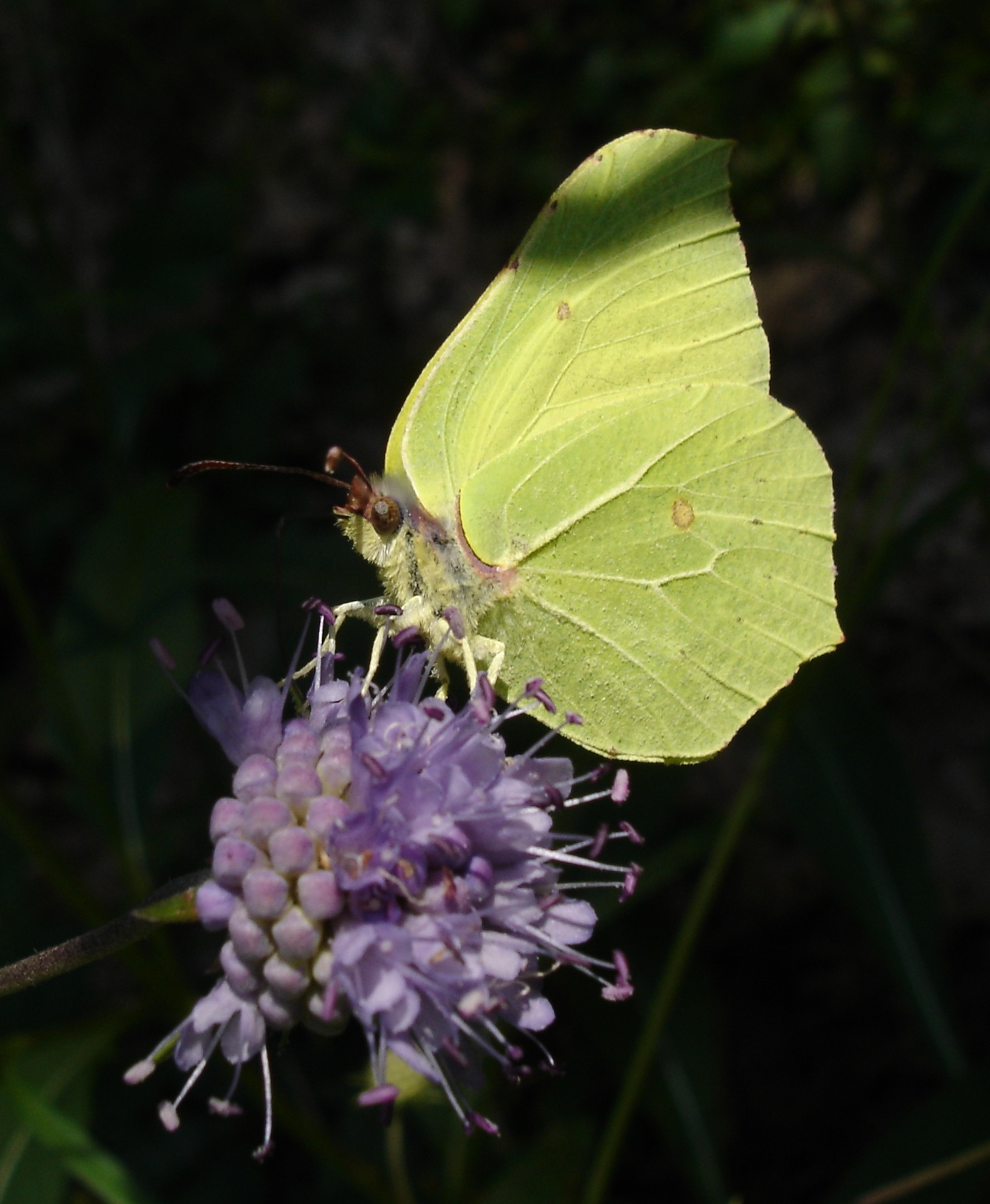
수컷.

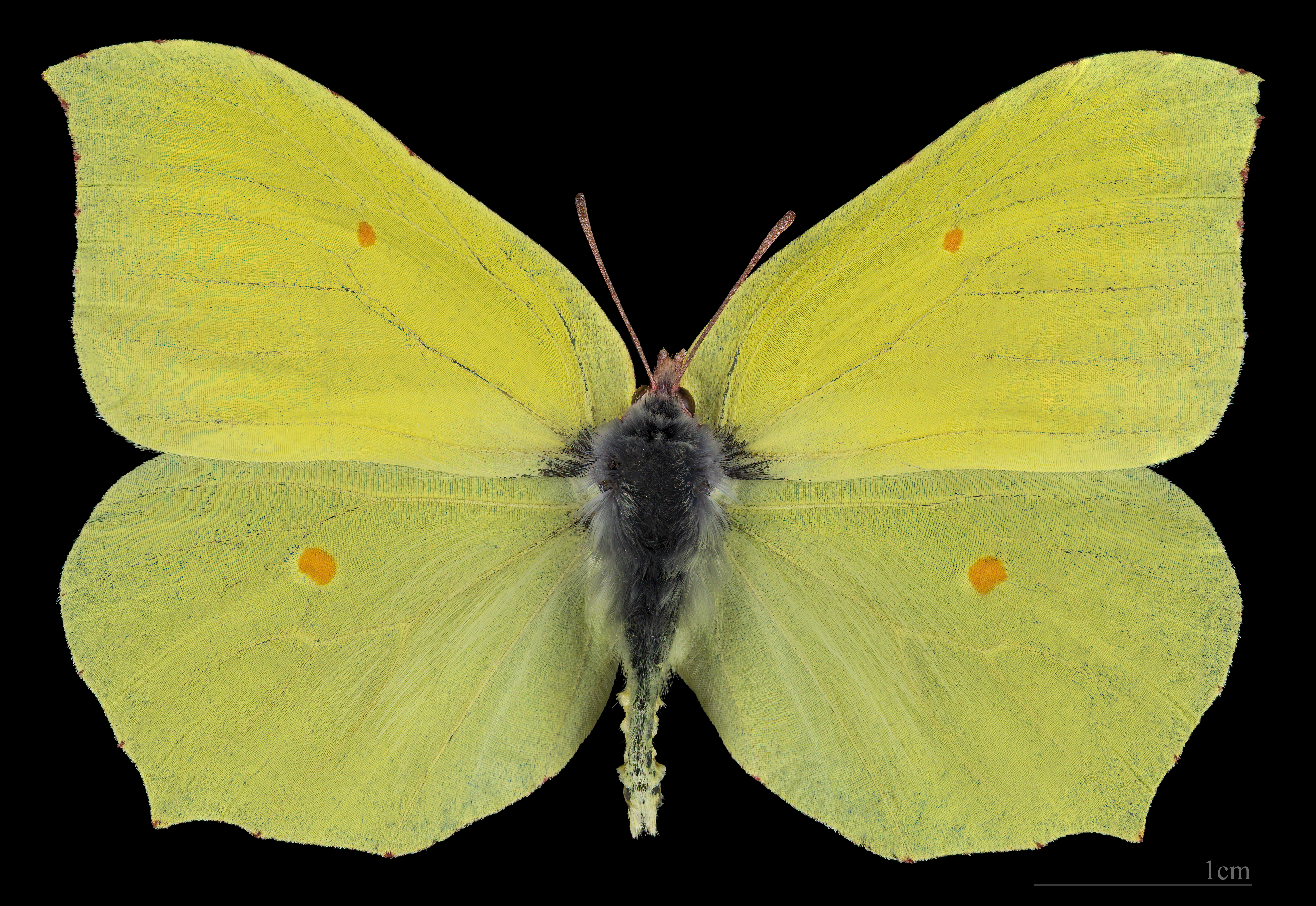
Gonepteryx rhamni ♂
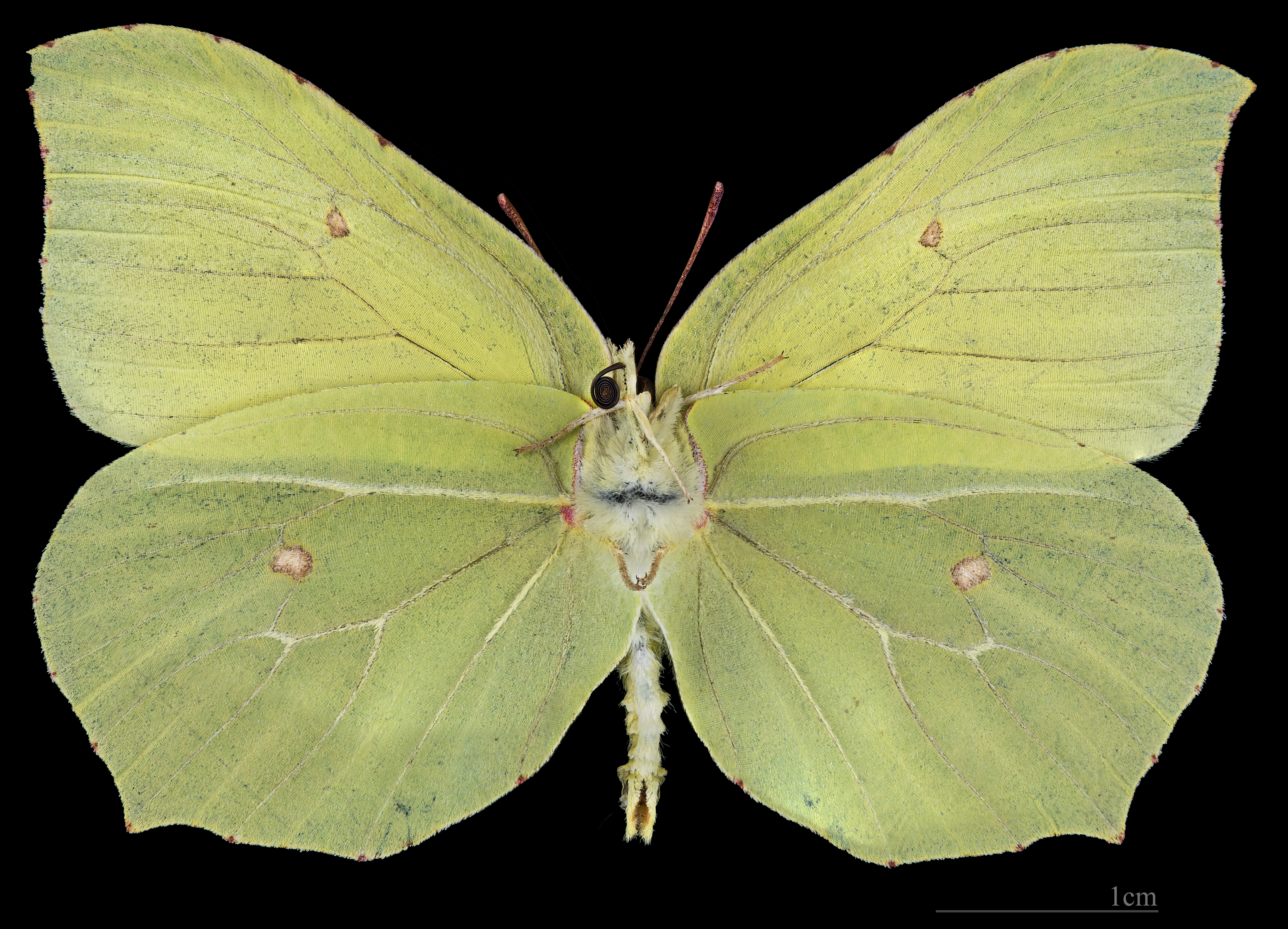
Gonepteryx rhamni ♂ △
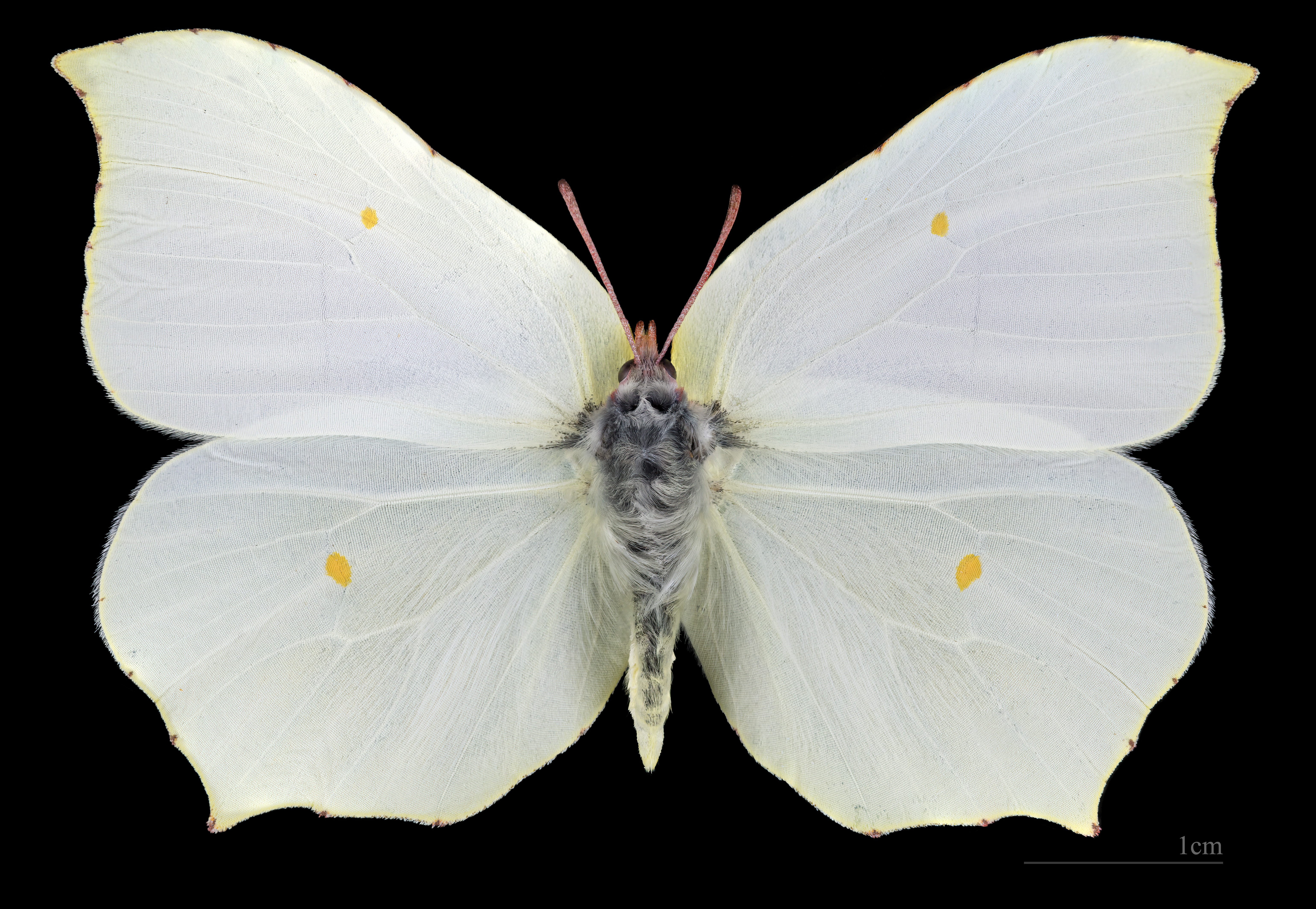
Gonepteryx rhamni ♀
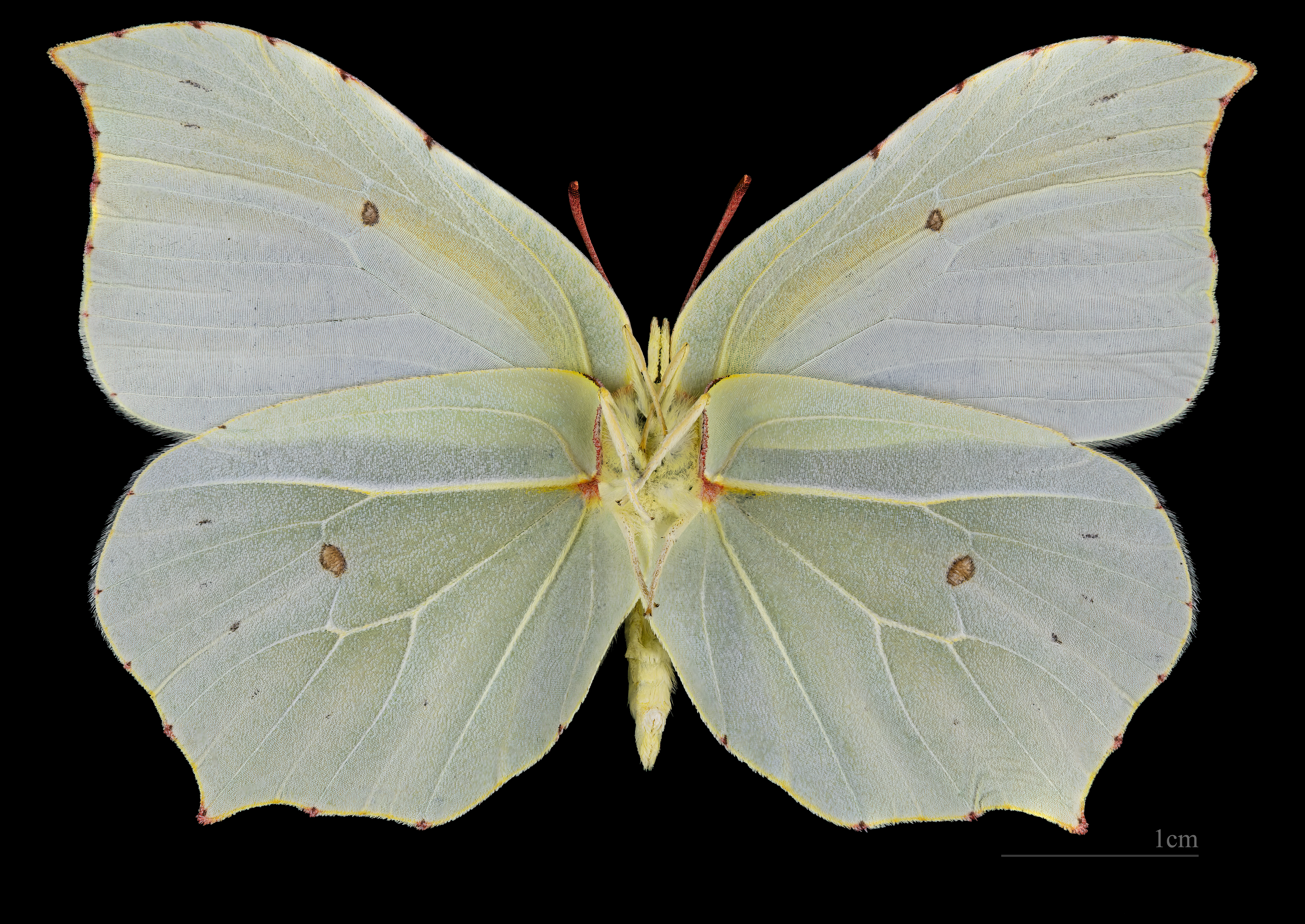
Gonepteryx rhamni ♀ △